# Криваја (Приједор)
Криваја је насељено мјесто у граду Приједор, Република Српска, БиХ. Према попису становништва из 1991. у насељу је живјело 1.014 становника.
Овде се налазе Црква Светих апостола Петра и Павла у Криваји и Црква Свете Петке на Купресу Криваја.

## Познате личности
- Бошко Максимовић крајишки пјевач.[1]

## Становништво
| Националност       | 1991.        | 1981.          | 1971.          |
| Срби               | 994 (98,02%) | 1.214 (98,22%) | 1.221 (98,15%) |
| Хрвати             | 3 (0,29%)    | 1 (0,08%)      | 0              |
| Муслимани          | 0            | 0              | 0              |
| Југословени        | 2 (0,19%)    | 5 (0,40%)      | 0              |
| остали и непознато | 15 (1,47%)   | 16 (1,29%)     | 23 (1,84%)     |
| Укупно             | 1.014        | 1.236          | 1.244          |

1. ↑  Муслимани се данас изјашњавају као Бошњаци.